# Lalah Sune
Lalah Sune (ララァ・スン?) è un personaggio fittizio della linea temporale Universal Century della metaserie di anime Gundam. Questa giovane donna fu uno dei soggetti di studio provenienti dal Flanagan Institute, un'organizzazione di ricerca del principato di Zeon creata per investigare le capacità degli umani noti come Newtype. I suoi poteri sono accompagnati da una profonda consapevolezza spirituale. Nonostante la sua natura gentile, Lalah era ferocemente fedele all'uomo che le aveva salvato la vita - Char Aznable, la "Cometa Rossa", che l'aveva trovata in una casa di prostituzione indiana dove lavorava dopo aver perso entrambi i genitori in guerra. Venne assegnata al pilotaggio del mobile armour Elmeth come parte del progetto di ricerca condotto dal Flanagan Institute. Sebbene non specificato nella serie originale, il rango di Lalah è quello di luogotenente al servizio di Char.

## Storia
Lalah e Amuro si incontrano per la prima volta su Side 6. Amuro venne attratto a lei dai suoi poteri di newtype.
Si incontrarono nuovamente qualche tempo dopo quando la jeep di Amuro rimase bloccata nel fango e un altro veicolo si offerse di aiutarlo. A bordo del veicolo c'erano Lalah e il rivale di Amuro, Char Aznable (i due non si erano mai incontrati faccia a faccia). Lalah lasciò un profondo impatto su Amuro. Durante il test dell'Elmeth che, con i suoi bits, seminò la devastazione nella flotta della Federazione Terrestre di guardia all'appena cattura base di Solomone, Amuro ingaggiò in battaglia l'Elmeth, scoprendo però che Lalah era il pilota.
Entrambi si resero conto di essere anime gemelle e che condividevano un legame telepatico. Sfortunatamente arrivò Char che riprese Lalah per il suo "fare comunella con il nemico" e sollevò la beam naginata del suo mobile suit per colpire la compagna di volo di Amuro, Sayla Mass alla guida del G-Booster. Lalah chiese a Char di fermarsi, perché aveva percepito che Sayla era in realtà Artesia, la sorella di Char. Char esitò dando l'opportunità ad Amuro di tranciare il braccio del Gelgoog che reggeva la beam naginata. Quando Amuro tentò di dare il colpo di grazia al mobile suit di Char, Lalah spinse via Char, interponendosi e ricevendo il colpo fatale. Ciò ebbe un effetto esacerbante sulla rivalità tra i due uomini, che culminò negli eventi del film Mobile Suit Gundam: Il contrattacco di Char. Sebbene morta prima della fine della guerra di un anno, lo spirito di Lalah Sune occasionalmente tornò per visitare sia Char che Amuro (sempre in Mobile Suit Gundam: Il contrattacco di Char).